# География на Естония
Естония е държава в Източна Европа. Площ 43 432 km². Население на 1 януари 2016 г. 1 315 944 души. Столица град Талин.

## Географско положение, граници, големина
Естония е разположена в северозападната част на Източноевропейската равнина, на източното крайбрежие на Балтийско море. На изток граничи с Русия (дължина на границата 294 km), на юг – с Латвия (339 km), а на запад и север се мие от водите на Балтийско море (дължина на бреговата линия 3780 km). Обща дължина на сухоземните граници 633 km. Южната граница с Латвия е предимно сухоземна и на малки участъци речна, а границата с Русия е само водна (речна и езерна). На север и запад – морска граница. Дължина от запад на изток 375 km, от север на юг 255 km. В тези си граници заема площ от 43 432 km².
Територията на Естония, се простира между 57°30′ и 59°42′ с.ш. и между 21°46′ и 28°13′ и.д. Крайните точки на страната са следните:
- крайна северна точка – (59°42′00″ с. ш. 25°01′03″ и. д. / 59.7° с. ш. 25.0175° и. д.), северен нос на остров Кери, в Балтийско море
- крайна южна точка – (57°30′34″ с. ш. 26°37′00″ и. д. / 57.509444° с. ш. 26.616667° и. д.), на границата с Латвия.
- крайна западна точка – (58°19′20″ с. ш. 21°45′52″ и. д. / 58.322222° с. ш. 21.764444° и. д.), западен нос на остров Нотама, западно от остров Сааремаа в Балтийско море.
- крайна източна точка – (59°22′13″ с. ш. 28°12′33″ и. д. / 59.370278° с. ш. 28.209167° и. д.), ляв бряг на река Нарва, при град Нарва, на границата с Русия.

## Геоложки строеж, полезни изкопаеми
Територията на Естония е разположена в северозападните части на Източноевропейската платформа, по южния склон на Балтийския щит и северния склон на Балтийската синеклиза. Кристалинният фундамент на платформата заляга на дълбочина 110 (на север) – 600 m (на югозапад) и е изграден от силно дислоцирани архайски и протерозойски гнайси, магматити, кристалинни шисти, кварцити и гранити. Скалите от седиментния чехъл залягат моноклинално. През венда и камбрия се отлагат пясъци, алевролити и глини (обща мощност до 240 m), а долната част на ордовикските наслаги е представена от вкаменени пясъчници и шисти. През ордовика и силура се наслояват варовици, мергели, доломити (обща мощност около 500 m), а през средния ордовик – горящи шисти. През средния и горния девон наслагите са представени от пъстроцветни косослоисти пясъчници, примесени с алевролити, глини и мергели. В крайния югоизток на страната върху теригенните девонски седименти залягат варовици и доломити от горния девон. Антропогенните наслаги са представени основно от ледникови и водно-ледникови типове (морени, филц, пясъци и др.), а също от морски, езерни и алувиални наслаги с мощност от няколко метра (на север) до няколко десетки метра (на юг) и с максимална мощност (над 200 m) в пограбаните древни долини и по възвишенията.
Основните полезни изкопаеми в страната са: горящи шисти (Прибалтийски шистов басейн), фосфорити (уточнени промишлени запаси над 500 млн.т), строителни материали (варовик, доломит, филц, пясък, глина, стъклен пясък, варовикови туфи), торф, сапропел и лечебна кал.

## Природа

### Брегове
На север и запад Естония се мие от водите на Балтийско море, като дължината на бреговата ѝ линия е 3780 km. Бреговете, особено на запад и северозапад са силно разчленени, с множество малки заливи (Талински, Хара, Колга, Лахепеле, Матсалу, Пярну и др.) и полуострови. Западните брегове са ниски, а северните – стръмни, спускащи се към морето с характерен откос носещ името „глинт“. В състава на територията на Естония има 1521 острова и островчета, заемащи 4200 km² (9,2% от територията на страната). Най-големите острови са Сааремаа, Хиюмаа, Муху и вормси, образумащи Западноестонския или Моонзунски архипелаг.

### Релеф
Голяма част от повърхността на страната представлява низинна равнина (средна височина около 50 m), с общ наклон от югоизток на северозапад. В западната част на Естония, на островите от Моонзунския архипелаг, а също и в крайния изток преобладават низините, като най-значителна от тях е Западноестонската, с голямо количество торфени блата. Северната и централната част на републиката представлява хълмиста равнина с височина до 166 m (възвишението Пандивере). Югоизточно от езерото Въртсярв се намира най-издигната част на Естония – възвишенията Отепя и Ханя с връх Суур-Мунамяги 318 m (57°42′50″ с. ш. 27°03′36″ и. д. / 57.713889° с. ш. 27.06° и. д.), а на запад от езерото е възвишението Сакала (височина до 145 m). Възвишенията предимно са изградени от основни скали (варовици, пясъчници и др.), препокрити с ледникови наслаги от валдайското заледяване. В северните и централни части преобладават воренните наслаги, срещат се отделни ози и друмлини, простиращи се по направлението на движението на ледника (главно от северозапад на югоизток), разделени от плитки езерни котловини. В южните части е развит хълмисто-моренен и камов релеф с голямо количество езера. Добре изразени са и древните (доледникови) долини и отделни зандрови полета.

### Климат
Климатът на Естония е преходен от морски към континентален. В крайбрежните райони климатът е по-мек, а на изток и югоизток нараства неговата континенталност. Средна февруарска температура в Талин -5,5 °C, средна юлска 16,6 °C. Годишна сума на валежите 600 – 700 mm, като най-голямо е количеството им на югоизток, където влажните ветрове се задържат от възвишенията. Максимумът им е през втората половина на лятото. Продължителност на вегетационния период (минимална денонощна температура 5 °C) 165 – 185 денонощия.

### Води
Естония има добре развита речна мрежа, като в страната има 420 реки с дължина над 10 km, с обща дължина на всички реки 31,2 хил.km. Най-големите реки са: Пярну, Емайъги, Нарва, Казари. Всички те имат характерно пролетно пълноводие, а през есента често явление са епизодичните прииждония в резултат от поройни дъждове. Заледяват се за 2 – 2,5 месеца в западните райони, до 3 – 3,5 месеца в източните. Хидроенергийните ресурси на страната се оценяват на 1,4 млрд.квт/ч. По площта на своите езера и водохранилища Естония заема 1-во място сред трите прибалтийски държави (Естония, Латвия и Литва). В страната има над 1000 езера и малки язовири с обща площ (само в границите на страната) над 2130 km² – 4,8% от територията на страната. Болшинството от езерата са с ледников произход, като най-големи са: Чудско-Псковското (на естонски Пейпси), Въртсярв, Суурлахт (на остров Сааремаа). Риболовно и транспортно значение имат Чудско-Псковското и Въртсярв.

### Почви
В северните и северозападни части, а също и на островите Сааремаа и Хиюмаа са разпространени типичните хумусно-карбонатни почви, образувани върху чакълесто-карбонатните морени. На възвишението Пандивере и в централните части на страната са развити плодородните излужени карбонатни почви. В Южна Естония, където преобладават карбонатните пясъчни и суглинни морени почвите са хумусно-подзолисти, а в хълмистите райони, често ерозирали. В басейните на реките Пярну и Казари са разпространени торфените почви върху глинеста основа. Над 50% от територията на страната заемат заблатените и блатните почви.

### Растителност
Естония е разположена в подзоната на смесените гори. Горите заемат 1,6 млн.ха, или 38% от територията на страната. Около 2/3 от тях са иглолистни (бор, смърч). Запасите от дървесина се изчисляват на 196,1 млн.m³. Най-големи масиви заети от ливади и пасища са в северозападните части и по островите. Блатата заемат 1/5 от нейната територия, като най-големите от тях са разпространени в басейните на реките Пярну и Емайъги, а също северно от Чудското езеро.

### Животински свят
За животинския свят на Естония са характерни представители на животни обитаващи иглолистните и широколистните гори и ворското крайбрежие. Бозайници: лос, сърна, дива свиня, заек, вълк, лисица; птици – глухар, лещарка, тетерев, яребица, авлига и др., а по крайбрежието множество прелетни птици (гъски, лебеди, патки, гагари, ледена и кадифена потапница и др.).

### Природни райони
По своите физикогеографски показатели територията на Естония се дели на 6 природни района:
- Северна Естония – включва крайбрежната низина, островите във Финския залив, Североестонското и Североизточното плата и ландшафтите Кирвемаа и Алутагузе;
- Западна Естония – обхваща Моонзунския архипелаг, Западноестонската и Пярнуска низина и островите в Рижкия залив;
- Въртсярвска низина;
- Причудска низина;
- Централна Естония – включва възвишението Пандивере, Средноестонската равнина и друмлиновите полета Вооремаа и Тюриско;
- Южна Естония – обхваща югоизточната част на страната с възвишенията Сакала, Отепя и Ханя и долината на река Вяйке-Емайъги[1].